# Groß Ilsede
Groß Ilsede ist eine Ortschaft und zugleich der Sitz der Verwaltung der Gemeinde Ilsede im Landkreis Peine, Niedersachsen.

## Geschichte
Hügelgräberfelder aus der späten Bronzezeit, die sich ca. um 1000 v. Chr. datieren lassen, finden sich in der Gemeinde Ilsede. Im Bültener Holz, Heers (Solschen) und Gräwig (Klein Ilsede) befinden sich an mehreren Stellen Hügelgräber.
Eine Schenkungsurkunde vom 3. November 1053 erwähnt Groß Ilsede (Ilisede), nach der Kaiser Heinrich III. „den ganzen früheren Besitz des geächteten (Sachsen) Tiemo“ in den Dörfern Garmissen, Groß Ilsede, Dungelbeck und Südbolzum der Kirche zu Hildesheim übergibt. Auf diese Urkunde stützte sich das 950-jährige Bestehen Groß Ilsedes im Jahr 2003. Der Ort gehört zu den fünf Junkerndörfern des Kreises Peine und unterstand in der niederen Gerichtsbarkeit dem Adelsgeschlecht der Ritter von Ilsede (Ilisede) und nach deren Aussterben 1398/1399 den Herren von Gadenstedt. Die junkerliche Oberhoheit dauerte in der letzten Phase bis 1873 an.
Wo heute das Feuerwehrhaus ist, stand das „Spielhaus“ (Rathaus). Dort trafen sich die Männer, um Gemeindeangelegenheiten zu besprechen, aber auch um zu feiern und zu trinken.
Die Betriebsaufnahme der Ilseder Hütte im Jahr 1858 begründete für die Ilseder Region einen neuen, den industriellen Abschnitt seiner Geschichte. Bis dahin waren die Gemeinden dieses Gebietes rein ländlich bestimmt. Von nun an prägten Eisenerzbergbau und Hochofenbetrieb die Arbeitswelt und Wirtschaft. Dennoch blieb die Landwirtschaft ein wichtiger Wirtschaftsfaktor.
Am 1. Februar 1971 wurde Groß Ilsede mit fünf weiteren Gemeinden zur neuen Gemeinde Ilsede zusammengeschlossen.
Im Jahr 1995 wurde das Hüttenwerk in Groß Ilsede aufgegeben und zum größten Teil abgerissen.

## Religion
Die Ursprünge der evangelisch-lutherischen St.-Nikolai-Kirche an der Nikolaistraße reichen bis ins 16. Jahrhundert zurück. Die Kirchengemeinde gehört heute zur Region Süd-West des Kirchenkreises Peine.
Die katholische St.-Bernward-Kirche wurde 1959/60 an der Gerhardstraße erbaut; sie wurde von Josef Fehlig entworfen und ist nach Bernward von Hildesheim benannt. Bereits seit 1884 gab es in Groß Ilsede die erste kleine St.-Bernward-Kirche. Seit 2008 gehören zur Pfarrgemeinde auch die katholischen Kirchen in Hohenhameln, Lengede und Steinbrück. Die früher ebenfalls zur Pfarrgemeinde gehörende Kirche St. Thomas in Adenstedt wurde 2009 profaniert und 2010 abgerissen.

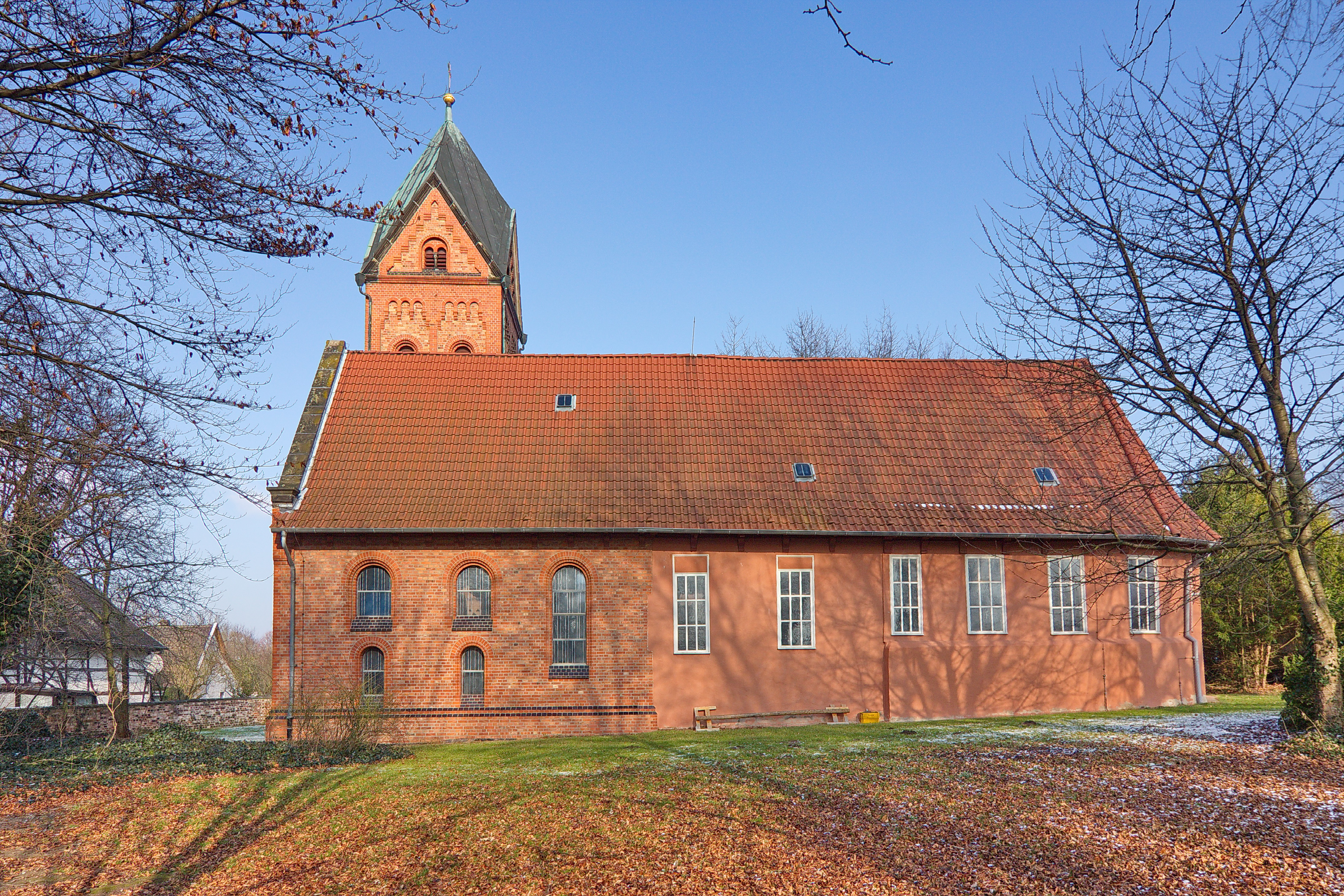
St.-Nikolai-Kirche
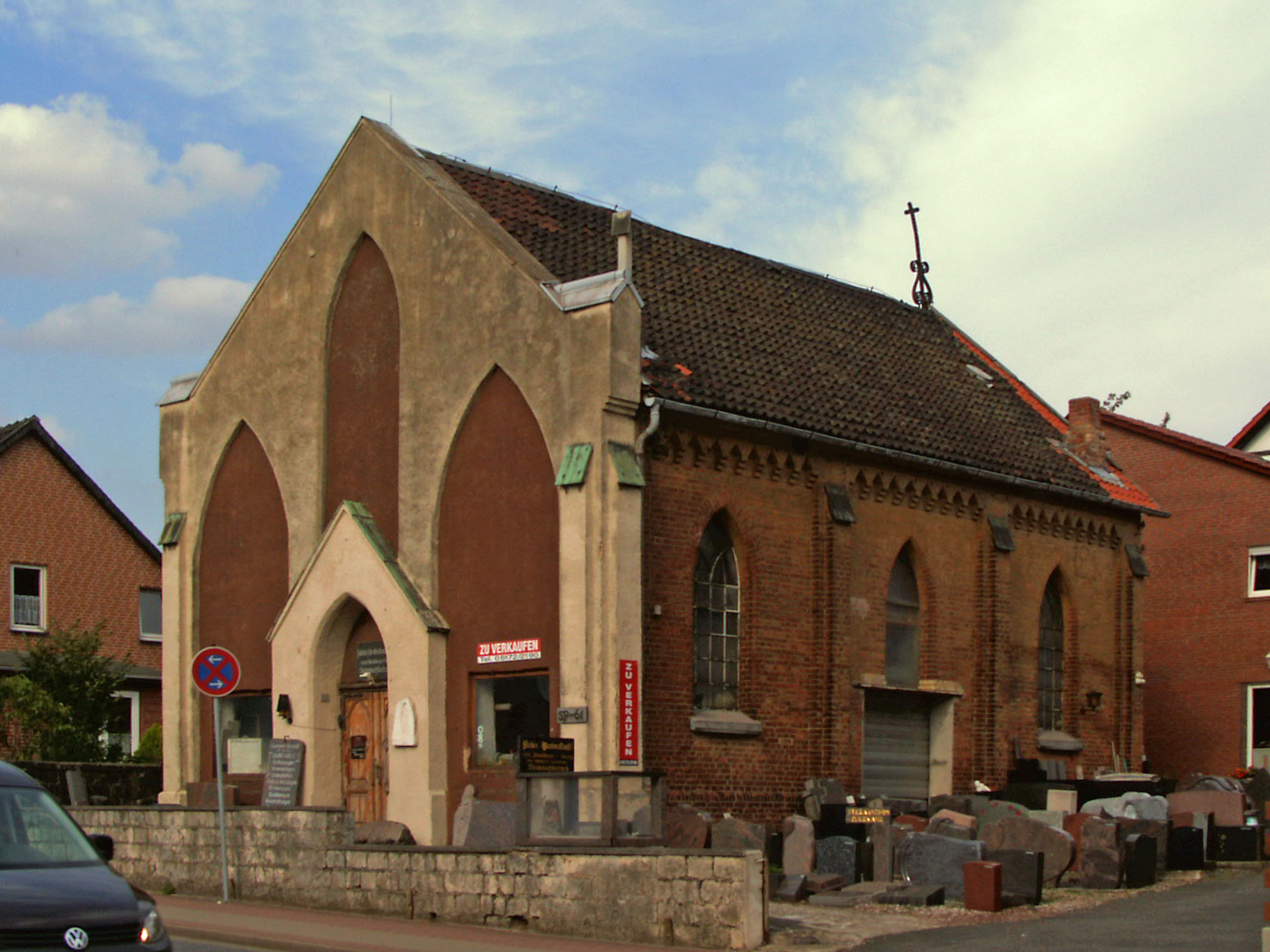
Ehemalige St.-Bernward-Kirche
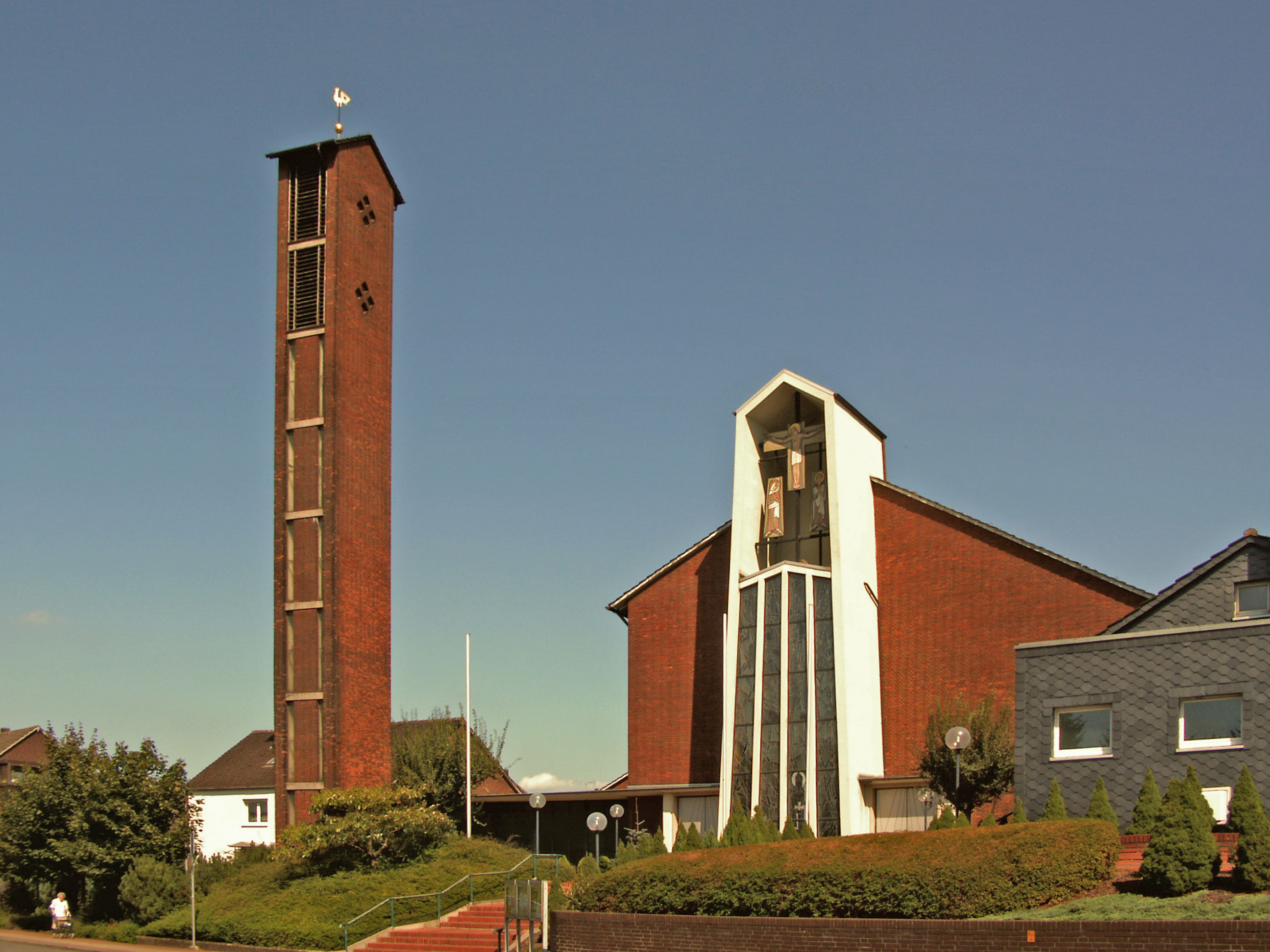
Heutige St.-Bernward-Kirche

## Politik

### Ortsrat
Der Ortsrat, der Groß Ilsede seit 2015 vertritt, setzt sich aus neun Mitgliedern zusammen. Die Ratsmitglieder werden durch eine Kommunalwahl für jeweils fünf Jahre gewählt.
Bei der Kommunalwahl 2021 ergab sich folgende Sitzverteilung:
| Ortsrat 2021Insgesamt 9 Sitze - SPD: 3 - Grüne: 2 - FBI: 3 - CDU: 1 |

### Ortsbürgermeister
Ortsbürgermeister ist Thomas Kirchmann (SPD).
(Stand: 2022)

### Wappen
| | Blasonierung: „In Schwarz ein steigender rot gezungter silberner Wolf, unten vorne begleitet von zwei geneigten, silbern-gold geteilten Ähren, im linken Obereck ein silbernes Bergmannsgezähe.“ |
| Wappenbegründung: Der Wolf ist hier nicht der Peiner, sondern das Wappentier der Familie von Ilsede, wie es beispielsweise aus einem Siegel von Johann, Hugo und Ernst von Ilsede an einer Urkunde von 1321 im Hauptstaatsarchiv Hannover bekannt ist. Schlägel und Eisen stehen für den Bergbau und die Ähren vertreten die Landwirtschaft. Das Wappen wurde von Christian Prelle gestaltet und am 20. April 1936 durch den Oberpräsidenten der Provinz Hannover verliehen. | |

### Flagge

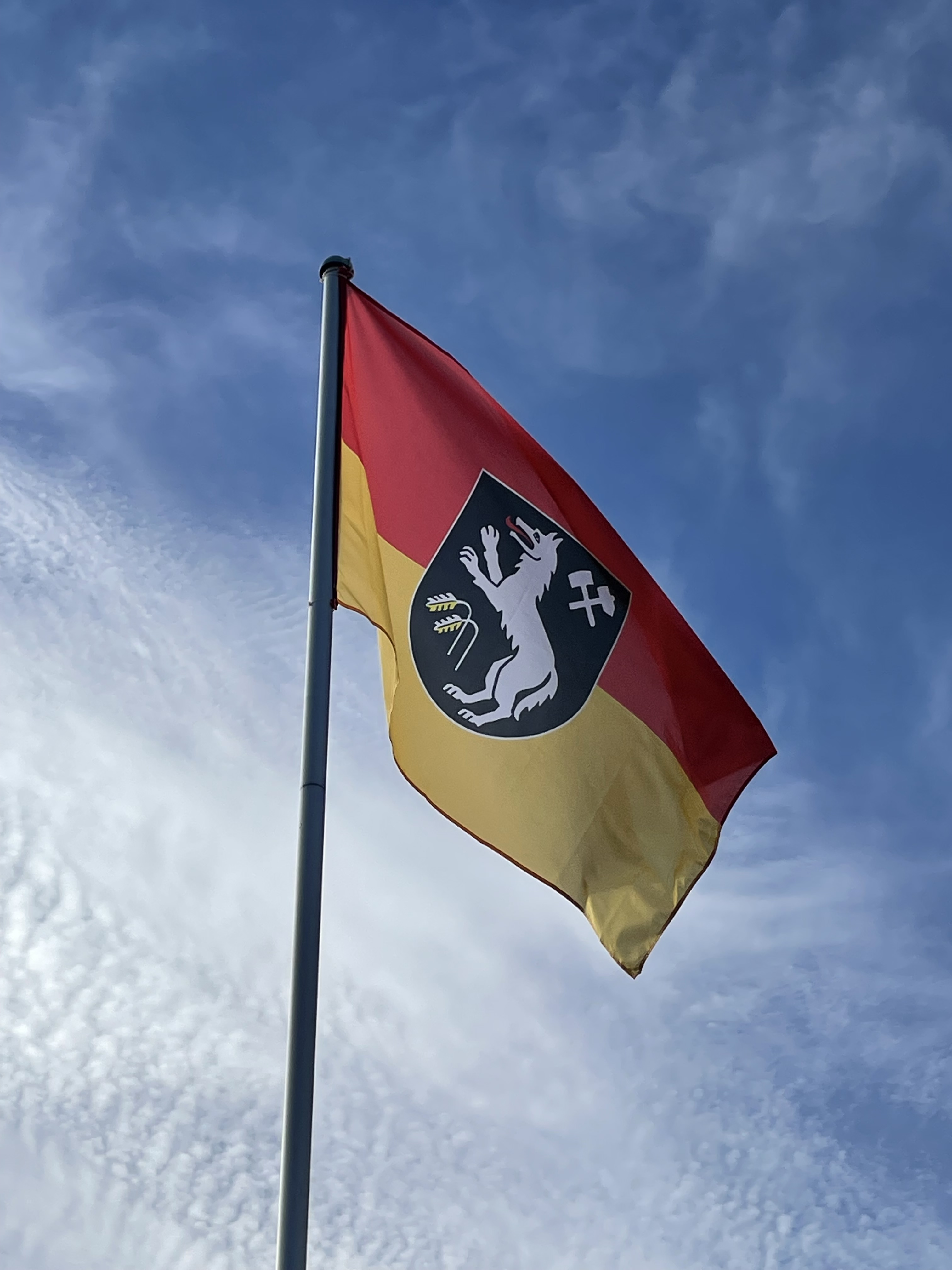
Groß Ilseder Flagge

Die Groß Ilseder Flagge ist rot-gelb (1:1) gestreift und mit dem Wappen des Ortes belegt, welches am 30. August 2022 vom Groß Ilseder Ortsrat beschlossen wurde.

## Kultur und Sehenswürdigkeiten
- Die meterdicken Mauern des ursprünglich kleineren Gebäudes der St.-Nikolai-Kirche sind noch heute Bestandteil des Kirchenbaus, der im Jahr 1508 errichtet wurde.[10]
- Gelände der Ilseder Hütte mit Dampfzentrale von 1898 und Kugelwasserturm von 1921. Auf dem Gelände der ehemaligen Ilseder Hütte ist auf einem 45 Hektar großen Areal eine Bühne 150-jähriger Industriegeschichte entstanden, der eine Mischung von Landschaftspark mit Plattformen für eine Vielzahl kultureller Veranstaltungen und Gewerbepark für die Tätigkeit verschiedener Unternehmen bietet.
- Seit 1978 ist das Groß Ilseder Holz Landschaftsschutzgebiet.

In Groß Ilsede fand alljährlich das Ilseder Löwenfest statt, das mittlerweile unter dem Namen Ilseder Weinfest gefeiert wird. Zudem findet jedes Jahr das Groß Ilseder Volksfest (Schützenfest) am zweiten Juni-Wochenende statt.

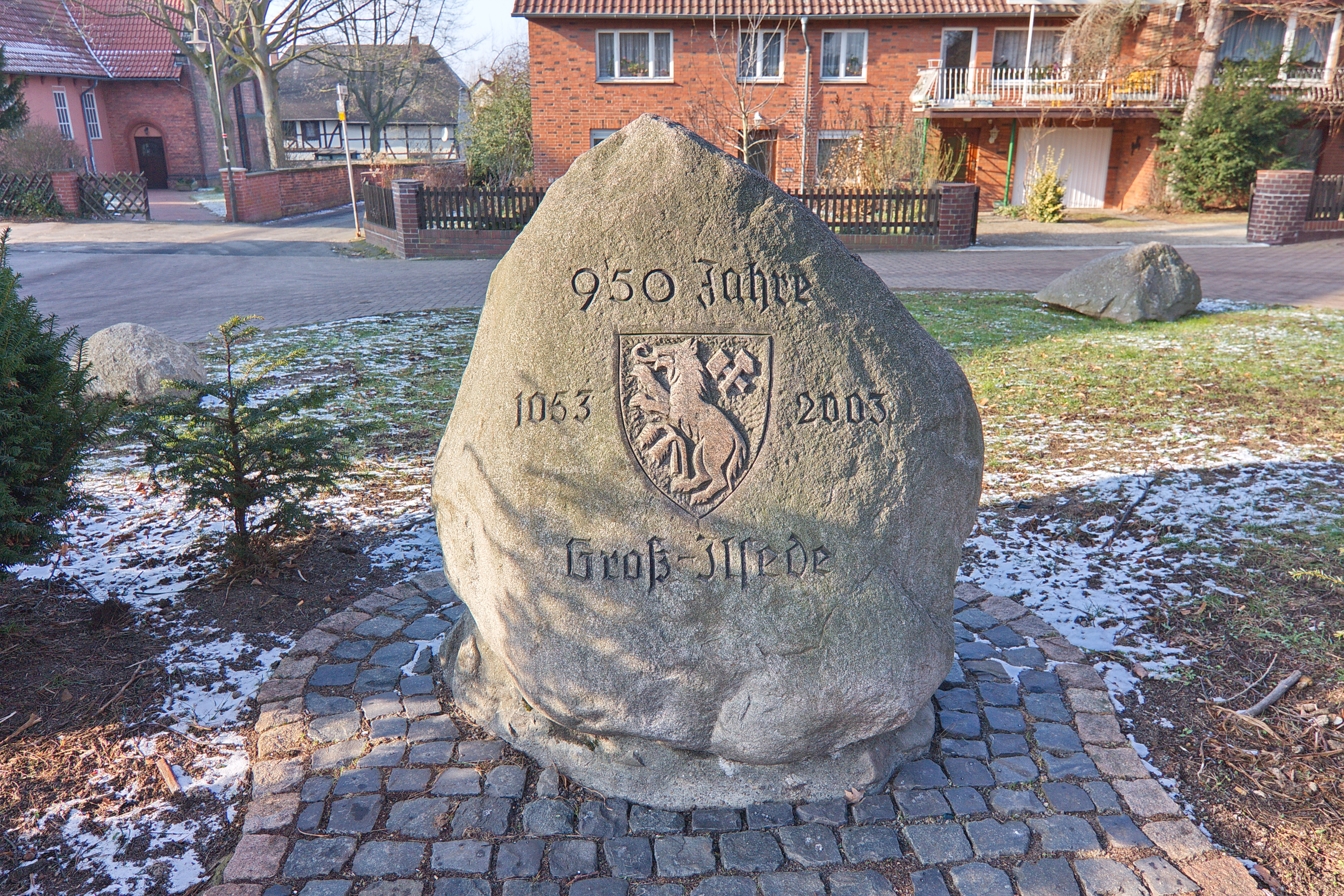
Gedenkstein 950 Jahre Groß Ilsede
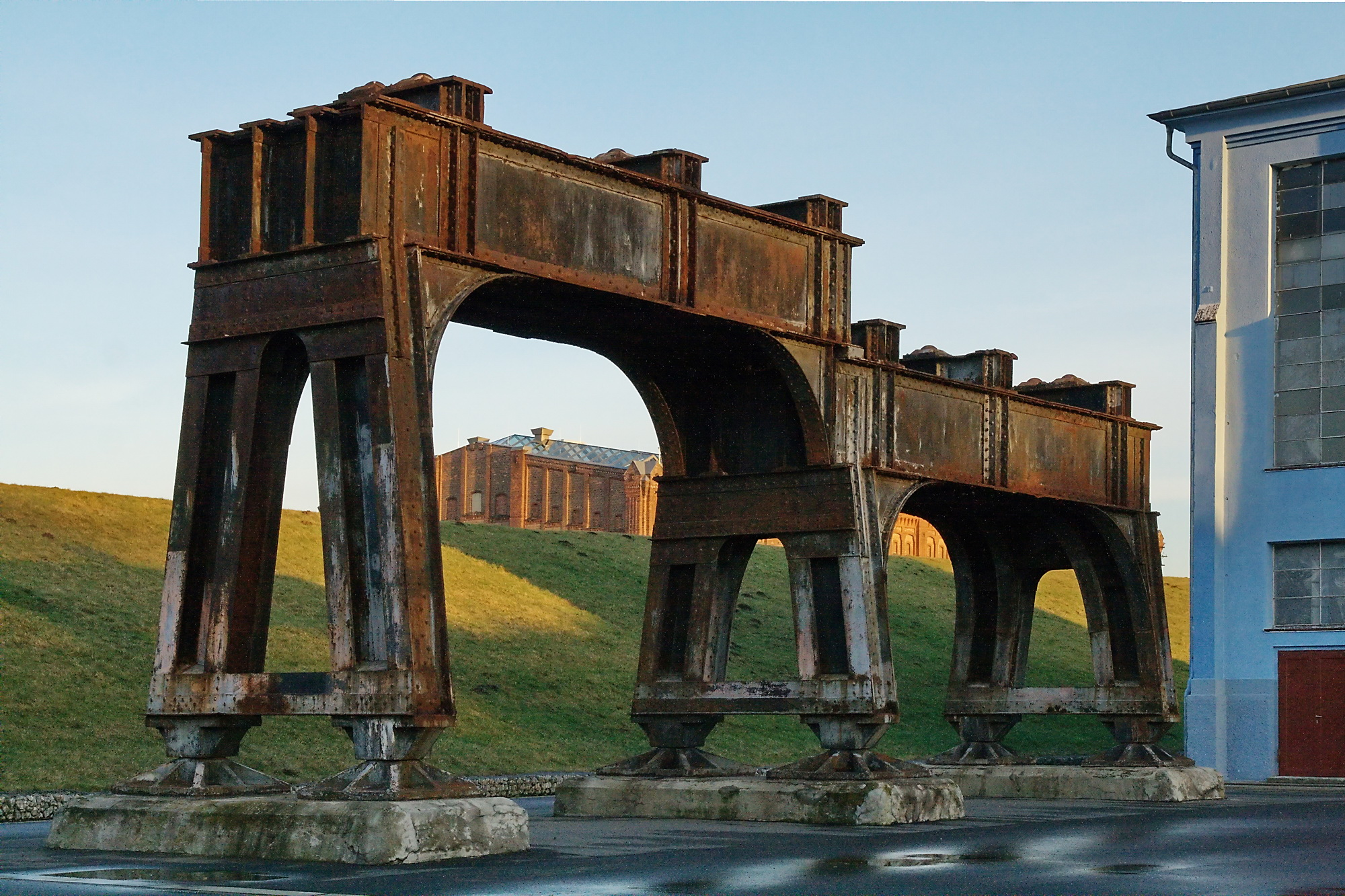
Industriepark Ilseder Hütte
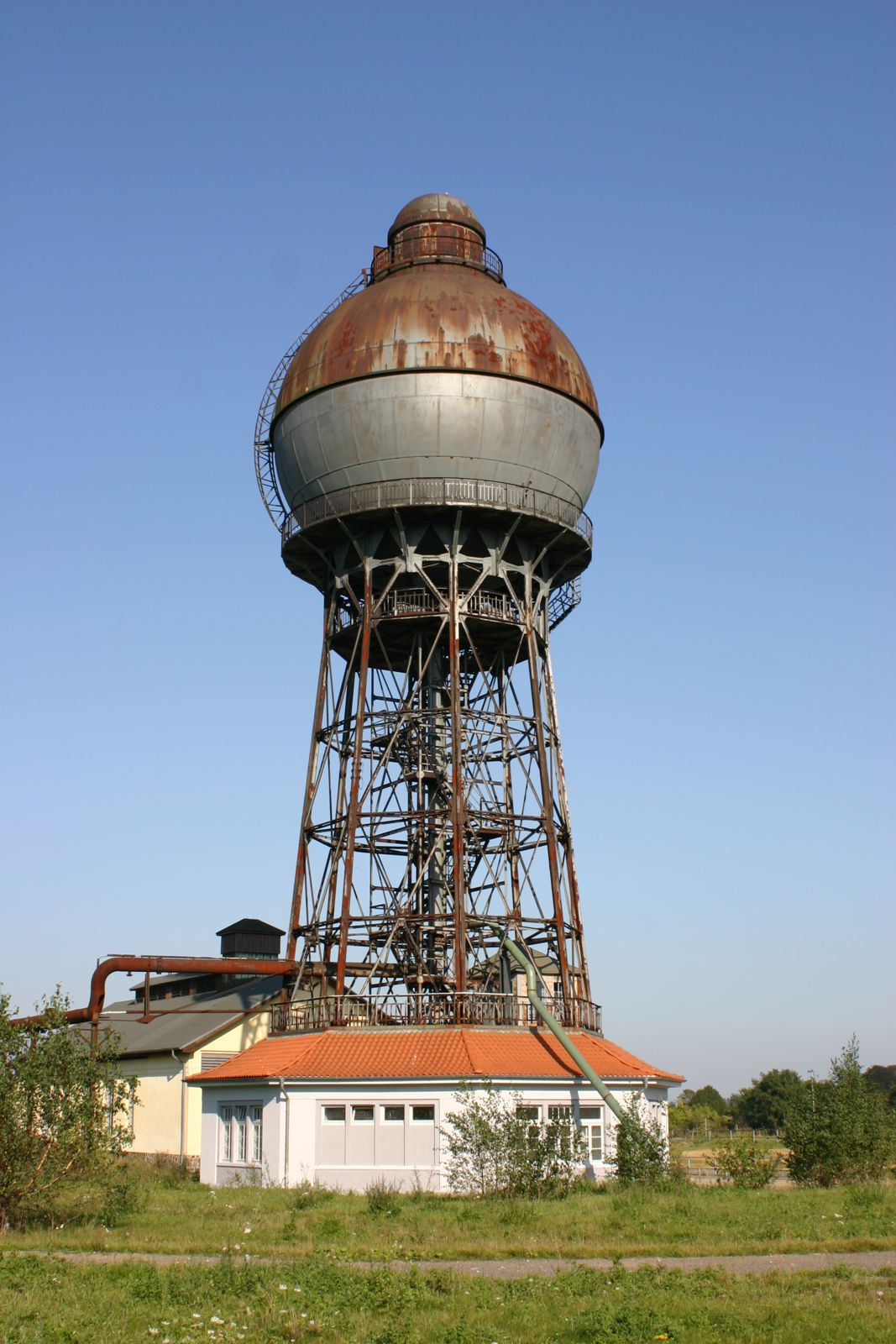
Kugelwasserturm der Ilseder Hütte
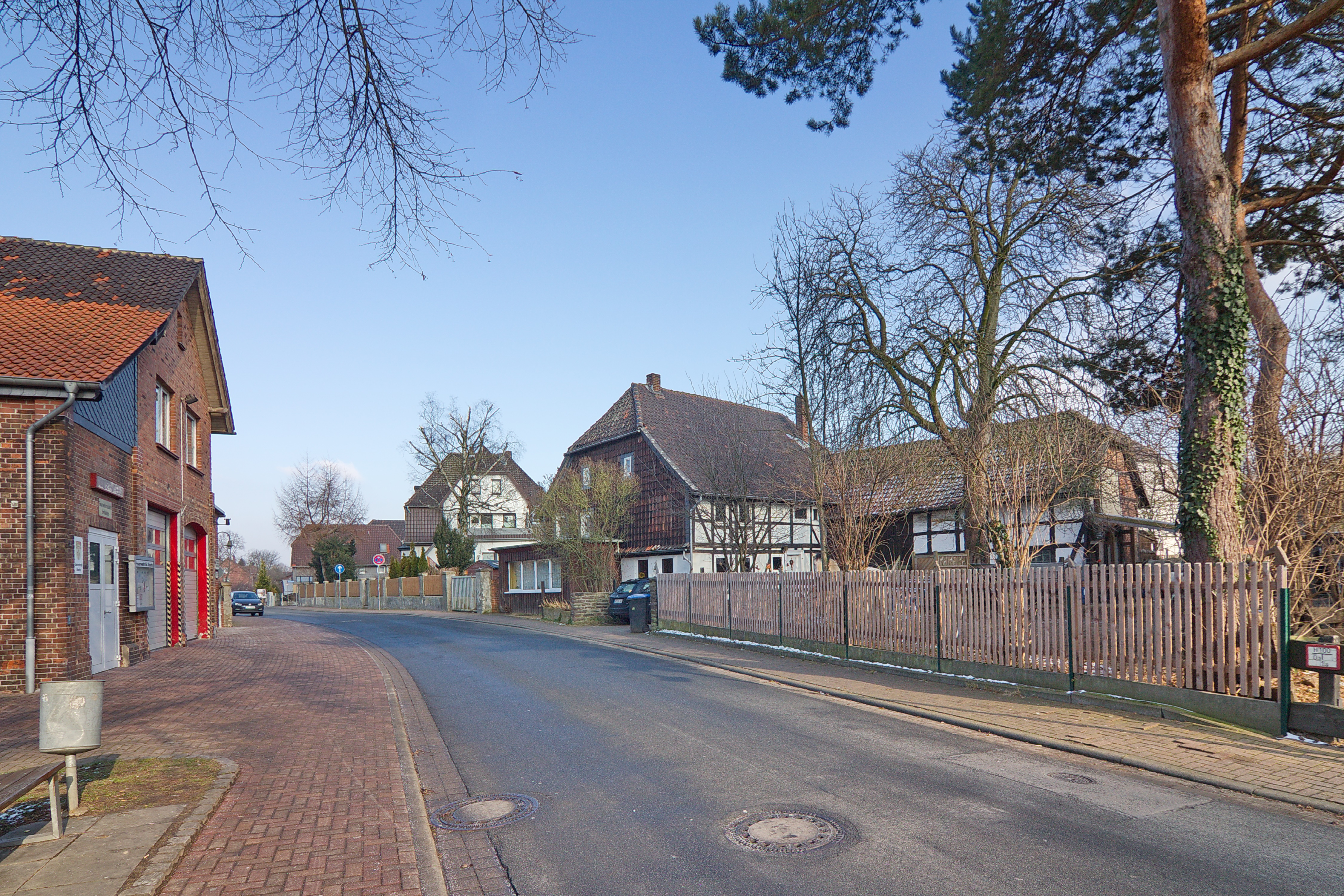
Ortsblick

## Wirtschaft und Infrastruktur
Der Bergbau und die Hüttenindustrie (Ilseder Hütte) bestehen nicht mehr. Auf dem Gelände der ehemaligen Ilseder Hütte wurde der Gewerbepark Ilseder Hütte entwickelt.

## Bildung

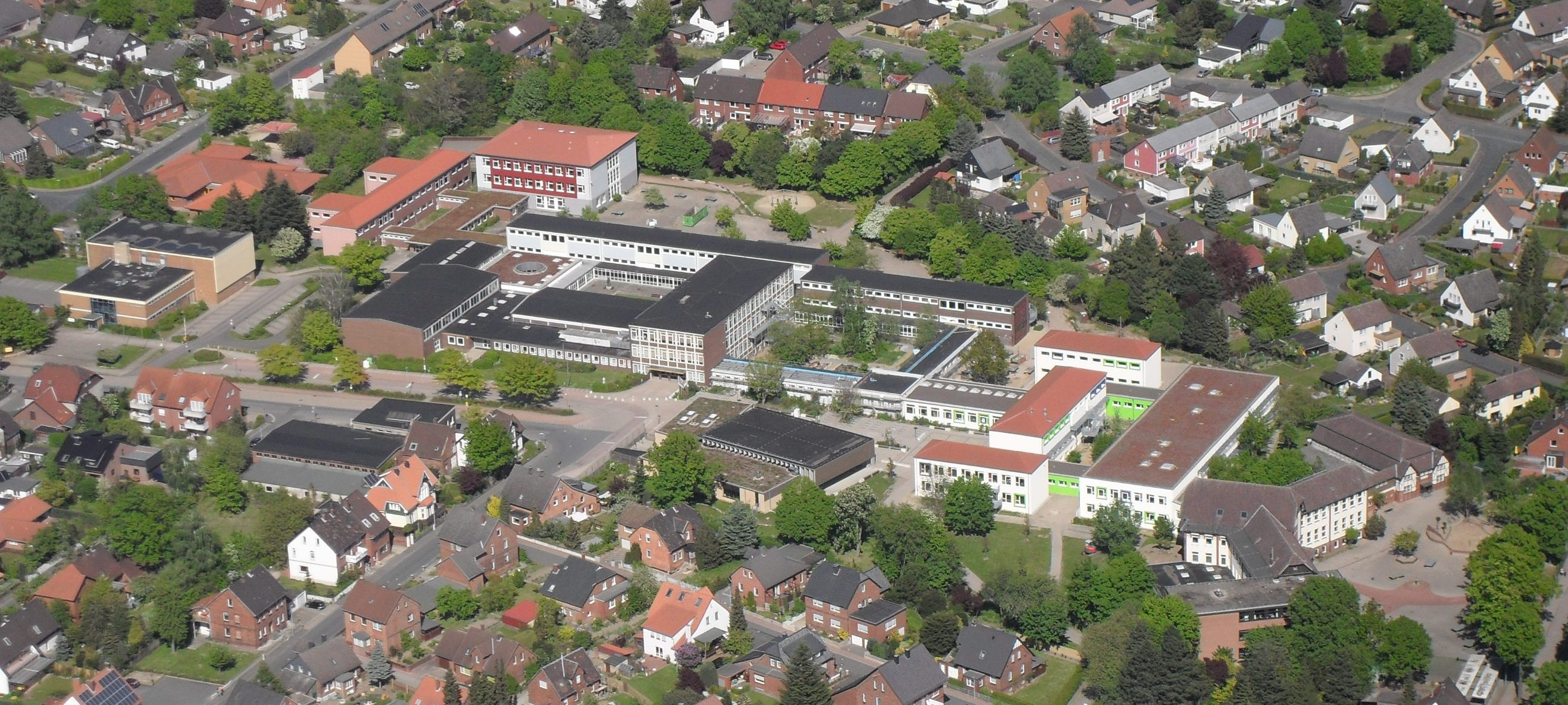
Luftbild des Schulzentrums

Es befinden sich folgende Schulen in Groß Ilsede
- Gymnasium Groß Ilsede
- Realschule Groß Ilsede
- Hauptschule Groß Ilsede
- Astrid-Lindgren-Schule
- Janusz-Korczak-Schule
- Schule Ilseder Hütte

## Persönlichkeiten
- Bruno Brandes (1910–1985), geboren in Groß Ilsede, Politiker (CDU)
- Saskia Warzecha (* 1987 in Peine), Lyrikerin, aufgewachsen in Groß Ilsede
- Hartmut Möllring (* 1951), geboren in Groß Ilsede, Politiker (CDU)
- Caren Miosga (* 1969 in Peine), aufgewachsen in Groß Ilsede, 2007–2023 Moderatorin der Tagesthemen